# 박해정 (탁구 선수)
박해정(朴海晶, 1972년 7월 29일 ~ )은 대한민국의 탁구 선수였다. 전라북도 익산시 출신이며, 1996년 미국 애틀랜타 올림픽에서 류지혜와 함께 복식 동메달을 획득하였다.